# Susie Gibson
Susan Elizabeth Gibson (nascida Potts; 31 de outubro de 1889 ou 1890 – 16 de fevereiro de 2006) foi a segunda pessoa mais velha dos Estados Unidos e a terceira pessoa mais velha do mundo com a documentação, depois de María Capovilla e Elizabeth Bolden. Susie afirmou ter nascido em 1889, mas toda a sua documentação indica 1890 como a sua real data de nascimento. Está entre as 25 pessoas mais velhas de sempre.
Susie estudou em uma escola secretarial, e durante sua vida casada, ela recebeu uma pensão. Ela sobreviveu ao marido por 50 anos e seu único filho por cerca de 19 anos. Gibson foi ativo durante a maior parte de sua vida, vivendo em sua própria casa até aos 104 anos de idade. Mesmo depois de viver em uma casa de repouso, ela saiu regularmente para comer em um restaurante local até que ela tinha 115 anos. Em 2005, ela foi destaque em um anúncio de audição, que disse: "Nunca é tarde demais para ouvir melhor". Ela creditou sua longevidade a picles, vinagre, evitando remédios e fazendo coisas de que gostava.